# プロクネ (小惑星)
プロクネ (194 Prokne) は、小惑星帯に位置する、大きくて暗い小惑星の一つ。C型小惑星に分類される。
1879年3月21日にアメリカ合衆国の天文学者、クリスチャン・H・F・ピーターズによりニューヨーク州クリントンで発見され、ギリシア神話に登場するピロメーラーの姉プロクネーにちなんで命名された。
2008年12月8日に日本の近畿地方で掩蔽が観測されている。